# Maurice Maeterlinck
Maurice Maeterlinck (Gante, Bélgica, 29 de agosto de 1862-Niza, Francia, 5 de mayo de 1949) fue un dramaturgo y ensayista belga de lengua francesa, principal exponente del teatro simbolista.

## Biografía
Estudió leyes en la Universidad de Gante (Flandes). En 1885 publicó sus primeros poemas de inspiración parnasiana en la revista literaria y artística Jeune Belgique. En 1886 abandonó su profesión y se trasladó a París, donde entabló relación con los escritores que más van a influir en él: Stéphane Mallarmé y Villiers De L'Isle-Adam. Este último le hizo conocer toda la profundidad del idealismo alemán (Hegel, Schopenhauer). En esa misma época, estudió a Ruysbroeck el Admirable, un místico flamenco del siglo XIV del que tradujo en 1891 Ornement des noces spirituelles, que le llevó a descubrir las riquezas intuitivas del mundo germánico muy alejadas del racionalismo predominante en la literatura francesa. Con este espíritu, y notablemente influido por Novalis entró en contacto con el romanticismo de Jena (Alemania 1787-1831), en torno a August y Friedrich Schlegel y de la revista Athenaeum, precursor, en línea directa, del simbolismo. En sus obras publicadas entre 1889 y 1896, se refleja esta influencia germánica.
En 1890 se volvió muy famoso gracias al escritor Octave Mirbeau. En 1902 escribió Monna Vanna, obra teatral que interpretará Georgette Leblanc, actriz a la que conoció en 1895 y que será su compañera hasta 1919, año en el que contrae matrimonio con la joven Renée Dahon.
En 1921 impartió clases en Estados Unidos y, en este país, pasó la II Guerra Mundial. Durante una corta estancia en Portugal, en 1937, escribió el prefacio del discurso político de Salazar: Une révolution dans la paix. 
Tuvo una cierta influencia, a través de su teatro poético, sobre algunos autores españoles como Federico García Lorca en sus obras teatrales tempranas.

## Obra
El poeta
Su libro de poemas Serres chaudes (Los invernaderos), publicado en 1889 por León Vanier, editor de Paul Verlaine, evidencia la línea de la "despersonalización de la escritura" y pone de manifiesto, en parte, el ideal mallarmeniano: la sugestión como esencia de todo ramillete se convierte en el principal generador del acto de la creación pura. Con la repetición de una palabra, Maeterlinck, consigue una vibración espiritual, una resonancia interior. 
Ils célèbrent une grande fête chez les ennemis.
 
Il y a des cerfs dans une ville assiégée
 
Et une ménagerie au milieu des lys. (Hôpital)

Están celebrando una gran fiesta en casa de los enemigos

Hay ciervos en una ciudad asediada

Y una casa de fieras en medio de los lirios (Hospital)

El verso es arrítmico, liberado de convenciones. Guillaume Apollinaire queda impresionado por esta nueva forma de versificar. Maeterlinck abandona el naturalismo y el parnasianismo para dedicarse a la poesía alegórica en la que la imagen recuerda la iconografía medieval, la pintura de Pieter Brueghel el Viejo o la de Hieronymus Bosch (el Bosco).
En 1895, vuelve a encontrarse con Georgette Leblanc, cantante, hermana de Maurice Leblanc. Con ella creará, en 1897, en la Villa Dupont, un salón literario al que concurren, entre otros: Oscar Wilde, Paul Fort, Stéphane Mallarmé, Camille Saint-Saëns, Anatole France, y Auguste Rodin.
Maeterlinck, junto a los grandes dramaturgos (Henrik Ibsen, Antón Chéjov, August Strindberg y Hauptmann) contribuyó a la transformación de la concepción del drama. De 1889 a 1894, publica ocho obras en las que se expresan estados anímicos en un mundo irreal y simbólico. Bajo estas características destacan tres conceptos: el drama estático (personajes inmóviles, pasivos y receptivos ante lo desconocido); el personaje sublime (que lucha inútilmente contra la muerte, el Destino o el fatalismo); la tragedia cotidiana (ningún heroicismo, el simple hecho de vivir es ya una tragedia). La acción, mediante la interpretación de los actores, debe sugerir los estados de ánimo hacia su destino, el sueño lento hacia el fatalismo.

## El ensayista
Al teatro le suceden las obras de ensayo filosóficas en las que aborda la vida de la naturaleza y el misterio del hombre: El tesoro de los humildes (Le trésor des humbles) 1896; La vida de las abejas (La vie des abeilles) 1901; La inteligencia de las flores (L’intelligence des fleurs), en 1907; La vida de las termitas (La vie des termites) 1927; La vida de las hormigas (La vie des fourmis) 1930.

### Polémica por el plagio de una obra de Eugène Marais
Hay evidencias de que la obra de Maeterlinck de 1926 titulada La Vida de la Termita, es un plagio del libro del naturalista sudafricano Eugène Marais titulado Die Siel van die Mier (literalmente, El alma de la hormiga, aunque normalmente es traducido al inglés como El Alma de la Termita). Marais consideró emprender acciones judiciales contra Maeterlinck, pero finalmente lo desestimó por las dificultades administrativas que conllevaría la demanda.

## Éxitos mundiales
En 1908, Constantin Stanislavski pone en escena la obra El pájaro azul (L’Oiseau bleu) en el Teatro de Arte de Moscú. Esta obra, será representada con gran éxito en todo el mundo.
En 1911 Maeterlinck fue galardonado con el premio Nobel de Literatura. Fue nombrado conde por el rey Alberto I de Bélgica y condecorado por franceses y belgas como recompensa por los servicios prestados a los aliados en la I Guerra Mundial.
Un año antes de su fallecimiento publica Bulles bleues, obra en la que recoge recuerdos de su infancia.

## Selección de obras
- Los invernaderos (Serres chaudes) (1889)
- La princesa Malena (La Princesse Maleine) (1889)
- La intrusa (L'Intruse) (1890)
- Los ciegos (Les Aveugles) (1890)
- Las siete princesas (Les Sept princesses) (1891)
- Peleas y Melisenda (Pelléas et Mélisande) (1892)
- Aladino y Palomides (Alladine et Palomides) (1894)
- La muerte de Titangiles (La Mort de Tintagiles) (1894)
- Interior (Intérieur) (1895)
- El tesoro de los humildes (Le Trésor des humbles) (1896)
- La vida de las abejas (La Vie des Abeilles) (1901)
- Sor Beatriz (Soeur Béatrice), (1901)
- Monna Vanna (1902)
- La inteligencia de las flores ("L'Intelligence des fleurs") (1907) ilustraciones de Jules-Marie Canneel
- El pájaro azul (L’Oiseau bleu) (1909)[7]
- El Gran Secreto (1921)
- La vida de las termitas (La Vie des Termites) (1927)
- La Vie de l'Espace (1928)
- La vida de las hormigas (La Vie des Fourmis) (1930)
- Ante Dios (Devant Dieu) (1936)
- Bulles bleues (1948)